# Jan Bohdan Chmielewski

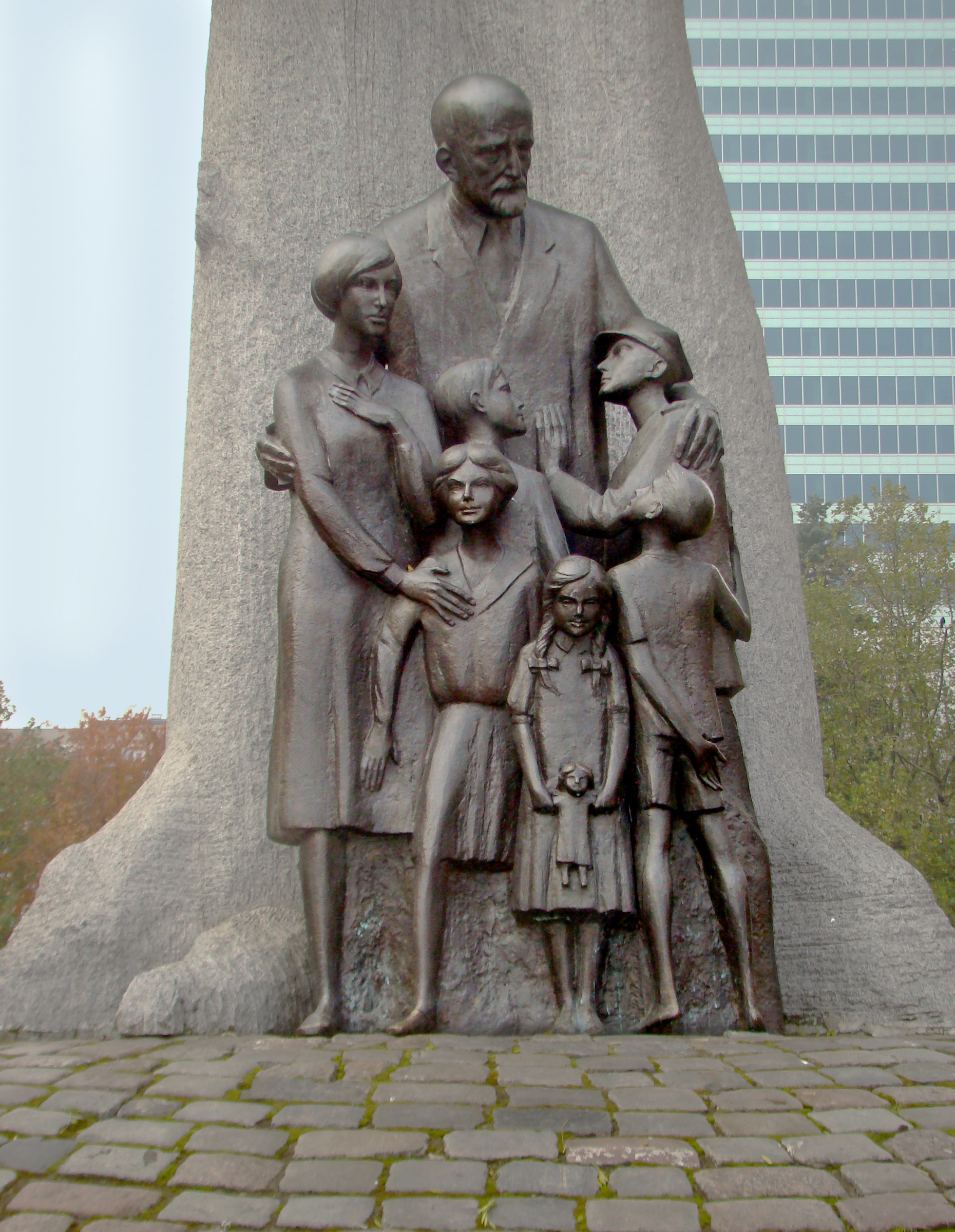
Pomnik Janusza Korczaka w Warszawie

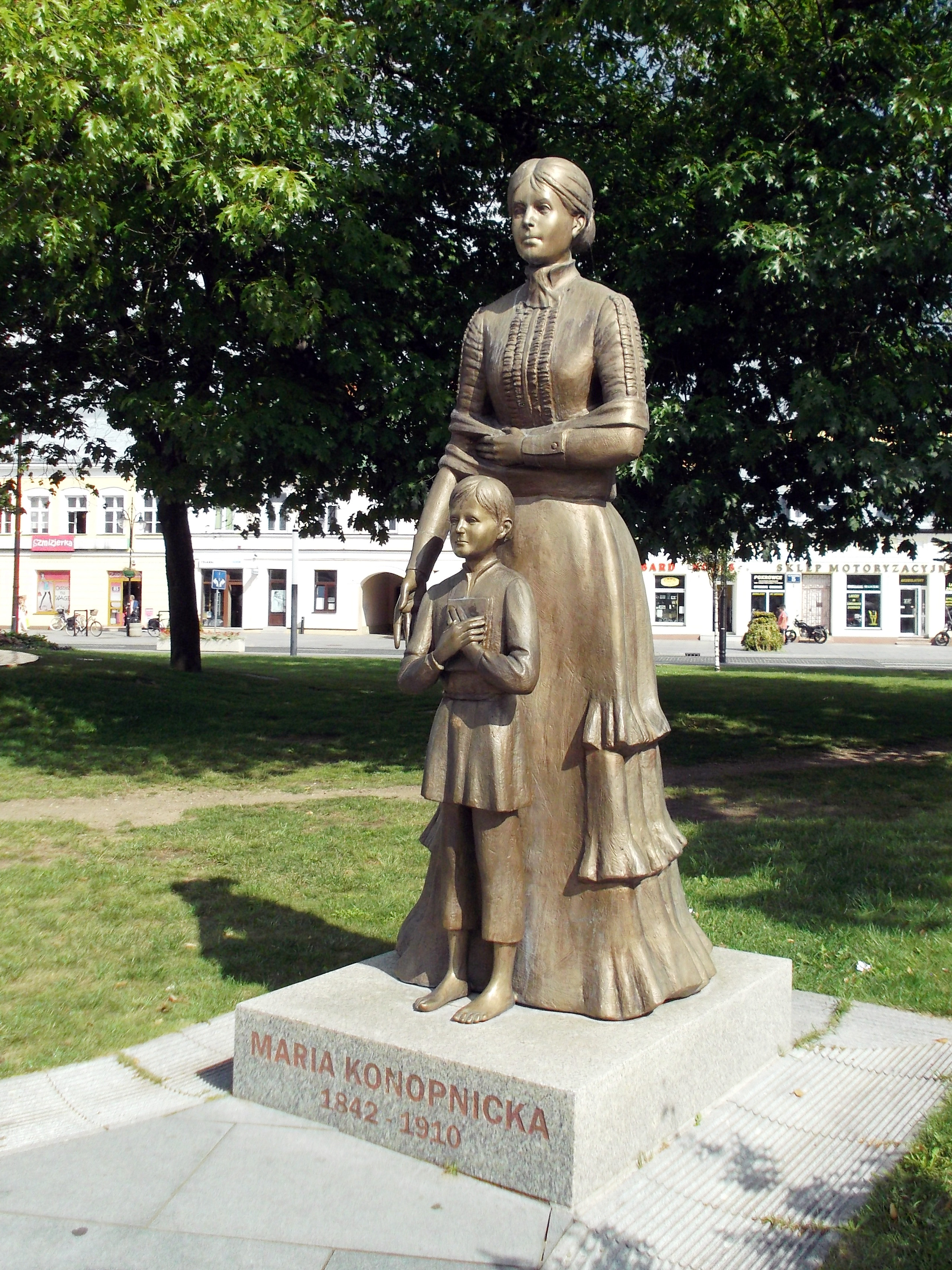
Pomnik Marii Konopnickiej w Suwałkach

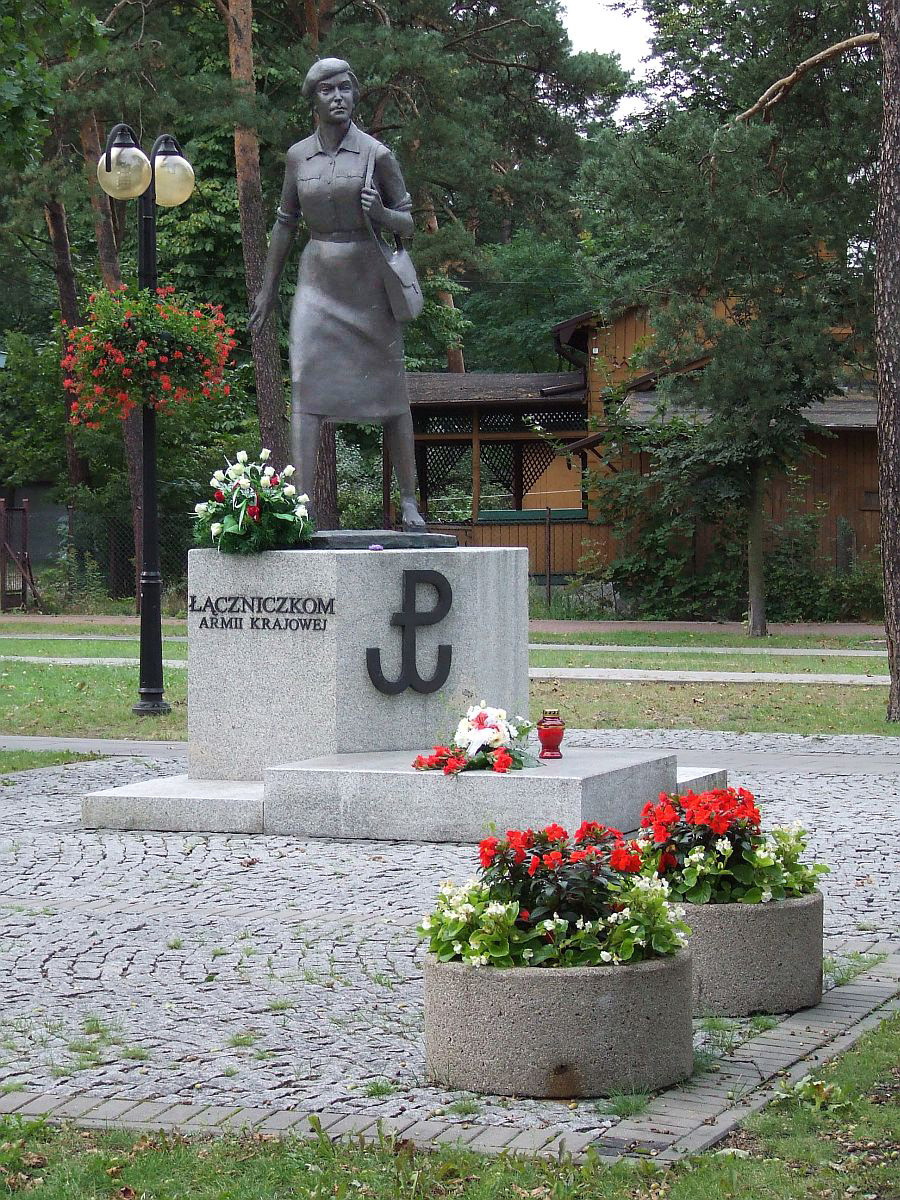
Pomnik łączniczki w Józefowie

Jan Bohdan Chmielewski (ur. 18 września 1927 w Grodnie, zm. 18 sierpnia 2014 w Warszawie) – polski artysta rzeźbiarz, profesor Akademii Sztuk Pięknych w Warszawie.

## Życiorys
Repatriowany z Grodna zamieszkał w Suwałkach. Po ukończeniu w roku 1950 studiów rzeźby na Akademii Sztuk Pięknych w Warszawie pozostał na uczelni i zamieszkał w stolicy, zachowując więź z Suwałkami. Od 1950 roku należał do PZPR. Później został powołany na profesora rzeźby na ASP. 
Jest autorem wielu pomników i tablic pamiątkowych:
- Pomnik Marii Konopnickiej w Suwałkach (1963)
- Popiersie Janusza Korczaka w Suwałkach (2010)
- Tablice pamiątkowe w Suwałkach: Marii Konopnickiej, Alfreda Wierusza-Kowalskiego, Józefa Piłsudskiego, Aleksandry Kujałowicz, Alfreda Lityńskiego, Czesława Miłosza, Patriotom Ziemi Suwalskiej.
- Pomniki Mikołaja Kopernika w Brazylii i USA.
- Pomnik Żołnierzy Polskich w Narwiku
- Nagrobek prof. Władysława Kędry na Cmentarzu Powązkowskim w Warszawie
- Popiersie generała Władysława Sikorskiego w Warszawie przy ul. Tureckiej 3 (1981)
- Pomnik „Poległym w Służbie i Obronie Polski Ludowej” przed Pałacem Lubomirskich w Warszawie (1985, zburzony 1991)
- Pomnik Janusza Korczaka w Warszawie, ul. Świętokrzyska (2003)
- Pomnik Łączniczki w Józefowie (2001)
- Pomnik gen. Marii Wittek przed Muzeum Wojska Polskiego w Warszawie (2006).
- Pomnik Bohaterów Ziemi Białostockiej w Białymstoku (1975)

Projektował też laskę marszałkowską Sejmu Rzeczypospolitej Polskiej. 
Przy projektach niektórych pomników współpracował z architektem Zbigniewem Wilmą. W latach 1988–1990 członek Rady Ochrony Pamięci Walk i Męczeństwa.
Był projektantem rewersów polskich monet:
- 5000 złotych Żołnierz polski na frontach II wojny światowej – Westerplatte (1988),
- 50 000 złotych z Józefem Piłsudskim wybitej z okazji 70. rocznicy odzyskania niepodległości (1988),
- Solidarność 1980–1990 – 10 000 złotych, 20 000 złotych, 50 000 złotych, 100 000 złotych, 200 000 złotych – (1990),
- 100 000 złotych Żołnierz polski na frontach II wojny światowej – Narwik 1940 (1991),
- 100 000 złotych Żołnierz polski na frontach II wojny światowej – mjr Hubal (1991),
- 100 000 złotych Żołnierz polski na frontach II wojny światowej – Tobruk 1941 (1991),
- 100 000 złotych Żołnierz polski na frontach II wojny światowej – Bitwa o Anglię 1940 (1991),
- 200 000 złotych Żołnierz polski na frontach II wojny światowej – Konwoje 1939–1945 (1992),
- 200 000 złotych Żołnierz polski na frontach II wojny światowej – Ruch oporu 1939–1945 (1993),
- 200 000 złotych Żołnierz polski na frontach II wojny światowej – Monte Casino (1994),
- 10 złotych Żołnierz polski na frontach II wojny światowej – Berlin 1945 (1995).

Jego żoną była dr hab. Lidia Chmielewska (1932–2025), wykładowca Akademii Pedagogiki Specjalnej w Warszawie.
Pochowany na Cmentarzu Ewangelicko-Augsburskim (al. 38, nr 20A).

## Ordery, odznaczenia i tytuły
- Krzyż Kawalerski Orderu Odrodzenia Polski
- Złoty Krzyż Zasługi
- Medal Komisji Edukacji Narodowej
- Odznaka Zasłużony Działacz Kultury[1].
- Nagroda „Trybuny Ludu” I stopnia (1986)[7]
- Medal „Zasłużony dla Miasta Suwałk” (2001)[8]
- Honorowy Obywatel Miasta Suwałk (2011)[9]